# Измир
Смирна пренасочва насам.  За други значения вижте Смирна (пояснение).
Измир или в исторически контекст Смирна (на турски: İzmir; на гръцки: Σμύρνη, Смирни) е град в Югозападна Турция, третият по големина в страната и второ по големина пристанище след Истанбул. Разположен е на Измирския залив на Егейско море. Градът е и областен център на област Измир. Градът е разделен на 12 градски района, които заедно с останалите 18 градове околийски центрове (общо 30) образуват населението на града и на едноименния вилает. През 2018 г. населението на града е 4 320 519 души.

## Име и етимология
Околностите на днешен Измир някога са се наричали Ти-смърна, споменати в някои таблици от асирийските колонии в Кюлтепе (първата половина на второто хилядолетие преди Христа), с представка „Ти“, идентифицираща съответно име, макар че не се знае с точност дали това име има връзка с името на Измир. Някои правят връзка между името на Измир и името на Амазонския град, наречен Смирна.
Етимологията на името на съвременния град може да бъде открита и в най-голямото, но не много известно кралство Арзава, което често попадало под властта на хетите, които се простират близо до бреговете през тяхното Велико кралство, като името на Измир произхожда от името на града на хетите – Мира, разположен само на 50 км от Смирна през XIII век преди Христа при управлението на Лувиан.
От гръцки, името на града може да идва от „мюра“, което се свързва с йонийската гръцка форма Смюрне. Името Мирха произлиза от средата на Южна Африка и Северна Африка – растение, от което се произвеждали ароматни соли. Римляните взели това име и го транскрибирали в Смирна, като така се среща и до днес на територията на Западна Европа. Съвременното име Измир е модерна турска версия на същото име.

## История
В исторически план, Измир съществува повече от 3500 години. Той е първото източно пристанище; има и безмитна зона, изградена чрез договор между САЩ и Турция – обединение, създадено през 1990 г. Тук са разположени сградите и производствените центрове на някои водещи компании на световния пазар, заради което Измир е считан за един от най-либералните градове, същевременно запазил своите ценности, идеология, външен вид и стил, динамизъм и важни роли в политически и икономически аспект.
Градът е едно от най-старите селища на Средиземноморския басейн. Проучването през 2004 г. на Йеселова Хюйюк от Борнова връща историята на града още по-назад и доказва, че той съществува от много повече векове. Откритието показва три нива, две от които са праисторически, като второто ниво носи пътищата на ранния и среден халколит – период от медната епоха, а третото ниво е от неолита. Тези две нива са били населени от местното население на тази територия приблизително между 6500 и 4000 години преди Христа. От 1500 г. преди Христа регионът пада под властта на Империята на хетите и анадолците.
Измир или предшествалата Древна Смирна била една от най-развитите култури в Анадола по нейно време, на нивото дори на Троя. Тази фаза от историята на града е от времето, когато е бил свързван и с Амазонска Смирна.
През 1200 г. преди Христа нашествието на Балканите унищожава Троя и Хатусас – столицата на великата Хетска империя. Централна и Западна Анадола попадат в тъмната епоха, която свършва преди населяването на тези земи от фригийците през VIII век преди Христа.
През Желязната епоха къщите били малки, с една стая. Най-старата къща, открита в Байракли, датира от 925 г. – 900 г. преди Христа. Стените на тази добре запазена къща с една стая и размери около 2.45 на 4 м, били направени от слънчево изпечени тухли, а покривът на къщата – от тръстика. Около това време хората започнали да предпазват града с дебели стени, също направени от слънчево изпечени тухли. Оттогава градът постига статут на областен. Около хиляда души живеели зад стените му, а други в къщи, разположени в близост до него, където били полетата, маслиновите насаждения, лозята и работните пространства, както и развлекателните съоръжения. Хората се препитавали от земеделие и риболов.
Твърди се, че Омир е роден в Измир. Аристотел разказва: „Крит... дава живот на Омир близо до моста Мел и умира след това. Майон носи това дете и го наричат като детето на Мел, наблягайки на мястото, където е роден“. Шест други града спорят за рождени градове на Омир, но главното убеждение е, че той е роден в местността Йония и свързано с написаното доказателство от Аристотел дават най-добри възможности на Измир да претендира за рожденото място на най-известния античен писател.

### Древна Смирна
Терминът Древна Смирна е използван, за да опише гръцкия областен град в класическата епоха. Древна Смирна или Измир е възстановена по-късно на склоновете на Кадифекале. Най-важното светилище на Древна Смирна бил храмът на Атина, възстановен до известна степен в наши дни. Най-старите руини, запазени до днес, датират от 725 г. – 700 г. преди Христа.
Гръцкото селище в древна Смирна е датирано от 1000 г. преди Христа. Градът е бил населяван първоначално от еолийците, но малко по-късно е завзет от йонийците и Смирна е добавена към дванайсетте йонийски града. Така е поставен пред изпитанието да стане един от най-забележителните културни и търговски центрове през този период в Средиземноморския басейн.
Периодът, в който Древна Смирна достига най-високо ниво в своето развитие, бил между 650 г. – 545 г. преди Христа. Този период е разглеждан като най-мощния в развитието на Йонийската цивилизация. Под водачеството на град Милет, йонийски колонии били създадени в Египет, Сирия, западното крайбрежие на Ливан, Мармарския регион, около Черно море и Гърция. Колониите се състезавали помежду си и на територията на Гърция често имало войни за надмощие. Смирна, от тази гледна точка, не била дълго време малък град и станала областен център, който взел важна роля в търговията в Средиземно море.
Един от най-важните символи на този период е широко разпространеното начало на писменото слово от 650 г. преди Христа. Имало много надписи, посветени на Атина, чийто храм е датиран от 640 г. – 580 г. преди Христа.
Най-старият модел на къща с повече стаи от този период е намерен в Древна Смирна. Тя е построена през втората половина на VII век преди Христа, като има двор и два етажа с пет стаи. Къщите преди този период били една до друга и с по една стая. Най-старата павирана улица в йонийските градове е открита именно в Древна Смирна.
Богатствата на града обаче съблазнявали много лидийците и ги привлекли към града. Лидийската армия завладяла града между 610 г. – 600 г. преди Христа, опожарила го и разрушила част от него. Скоро след това последвала нова инвазия – този път персите ефективно унищожили Древна Смирна като областен център. Персийският император решава да накаже градовете, които не искат да му окажат помощ в неговата кампания срещу лидийците, атакувал крайморските градове на Егейско море след завладяването на Сарди – столицата на Лидия. В резултат на това Древна Смирна била унищожена в 545 г. преди Христа.

### По времето на Александър Велики
Александър Велики изгражда града наново през 300 г. преди новата ера. Той побеждава персите в няколко сражения и император Дарий е победен в 333 година. В този период градовете се разрастват до почти половин милионно население – Ирод и Пергамон достигнали около 100 000души. Антиохия, Александрия и Ефес – около 400 000души. Смирна, която била създадена отново на малък хълм е била достатъчна само за няколко хиляди души и затова новият и голям град бил изграден на склоновете на Кадифекале през 300 година преди новата ера. Хълмът изглеждал като естествен акропол за хората.

### Част от Римската империя
Градът попада в римските територии през 133 година преди Христа, като по това време се наслаждава на втори „златен период“ в своето развитие. Император Адриан също посещава Смирна в свое пътуване от 121 – 125 година. Той поръчва и нова конструкция близо до пристанището.
През 178 година градът е унищожен от земетресение, което се счита за едно от най-опустошителните, с което се е сблъсквал в своята история. То срива града изцяло. Унищожението било толкова голямо, че била необходима помощ от империята, за да бъде възстановен отново. Император Марк Аврелий допринася много за новоизграждащите дейности и градът скоро е възстановен. Различни варианти на архитектурата са били направени по времето на Римската империя, улиците били изцяло построени от камъни и павета, например.
След разделянето на империята на две, Смирна става територия от Източната Римска Империя. Тя запазва своя статут като автономен религиозен център през ранните времена на Византийската империя. Градът намалява като размер в късната Античност и ранното Средновековие и никога след това не достига такова развитие, както по време на римското владичество.

### Превзета от турците
Турците за първи път превземат Смирна през 1076 година под командването на Чака бей. Чака Бей използвал Измир като място, от което правел внезапни нападения. След смъртта му през 1102 година градът и съседните му райони са превзети отново от Византийската империя. След това Смирна е отново завзета от Ирод, когато Константинопол е победен през 1204 година.
Смирна е завладяна отново от турците през XIV век, когато Умур бег, синът на създателя на бейлика Айдън, завладява първо горната част на Кадифекале и после долната част при замъка на Ок Калези. Както Чака бей направил два века по-рано, Хюмюр Бей използвал града също за внезапни атаки.
При избухването на Балканската война в 1912 година 11 души от Измир (Смирна) са доброволци в Македоно-одринското опълчение.

### Тимур
Смирна била завладяна и приобщена към империята от османците за първи път през 1389 година от Баязид I, който същата година се възкачил на престола. Османците отново завладели града без обаче да създават конфликт. През 1402 година Тимур печели битката при Анкара, с което е нанесен тежък удар върху османците, възпрепятстващ увеличаването на тяхната военна мощ и сила за по-нататъшни завоевания.
През 1425 година Мурад II завладява Измир за втори път. По време на военната кампания отоманците били подпомогнати от силите на рицарите които притискат султана за владеенето на главния замък на пристанището. Султанът отказва въпреки напрежението между двата лагера и дава разрешение да построят втори дворец в Петрониум – замъка в Бодрум.
Градът става типичен османски санджак в огромната османска провинция на Айдън. Две са забележителните събития през по-спокойния XV век – това били внезапните нападения от Венеция през 1475 и пристигането на евреите от Испания след 1492 година, които по-късно направили Измир един от главните градове в земите на Османската империя. Градът става типичен османски санджак в голямата османска империя и провинцията на Айдън.

### Интернационален порт
Измир става един от най-големите търговски центрове поради неговата ключова позиция в залива на Егейско море. Като критичен период в неговата история може да се отбележи чумата през 1676 година, земетресението през 1688 и огромният пожар през 1743 година, но въпреки това се възстановява и продължава да расте. В 1866 година британците построяват първите 130 км от жп линията на града и областта. От това време в града живее голям брой западноевропейско население – французи, англичани, германци и други, както и голям брой население, мигрирало от други части на провинция Айдън.

## Население
Периодът след 60-те и 70-те години на XX век се свързва с нов проблем за града – имигриращото население от цяла Турция, както и от целия свят. За да ограничи безразборното строителство, местната управа въвежда закон, с който се ограничава строителството на сгради, по-високи от 8 етажа, като това цели и предотвратяване на щетите при евентуално земетресение.

## Фестивали
В Измир ежегодно се провеждат 2 фестивала:
- международен фестивал на изкуствата, провеждан през юни и юли;
- международен панаир през август и септември – той се превръща в главен интернационален порт през XVII век в резултат от външния вид на града, който привличал все повече и повече европейци, стилът в който бил изграден е европейско—ориенталски.

## Забележителности
Един от най-забележителните монументи е часовниковата кула, разположена в средата на площада на конака с височина от 25 м. Построена е от една от най-големите групи от населението – левантите, живеещи главно в Буджа и Борнова. Архитектът и е Реймънт Чарлс. Завършена е за 25-годишнината от възкачването на престола на Абдулхамид II през 1901 г.
Агората на Смирна е разположена заедно с древния театър на хълма Кадифекале, като театърът все още не е разкрит от археолозите. На върха на Кадифекале се намира един от трите замъка на града.
В Измир има 9 синагоги като те всички изразяват духа на XIX век, тъй като или са изградени или реставрирани именно тогава. В Чигли има и резерват за птици, където се отглеждат и размножават повече от 200 вида птици.

## транспорт
Международното летище Аднан Мендерес, разположено в границите на област Газиемир на провинция Измир, е най-важната връзка на провинция Измир с Турция и света. Летището носи името си от Аднан Мендерес, който е министър-председател на Турция между 1950 и 1960 г. Летището, чиито основи са положени през 1984 г., е открито през 1987 г. До летището, което се намира в квартал Газиемир, можете да стигнете от всяка точка на града. Възможно е да стигнете до летище Аднан Мендерес с автобуси на Столична община Измир (ESHOT), влакове на системата за крайградски влакове на Измир (İZBAN) и транспортни средства за летището.
Друга важна транспортна точка на Измир е междуградският автобусен терминал Измир. Автогарата, чиито основи са положени през 1997 г., започва да функционира през 1998 г. Автобусни услуги се предоставят до 81 провинции на Турция от автогара Измир. Пътниците, пристигащи на летище Аднан Мендерес в Измир от чужбина, могат да стигнат до всички провинции на Турция с автобуси, заминаващи от автогара Измир.
Измир също е сред силно развитите градове по отношение на железопътните системи. Метрото на Измир започва работа на 22 май 2000 г. Метрото с дължина 19,8 км превозва 350 000 пътници дневно. Най-широко използваната железопътна система в Измир е системата за крайградски влакове, известна като İZBAN. Системата на крайградските влакове, която е дълга 136 км, превозва 300 000 пътници дневно.

## Климат
Характеризира се с дълго и топло лято и мека и влажна зима. Годишно валежите са около 700 мм, като 77% от тях падат през март и ноември. Средната дневна температура през зимата е 12 – 14 градуса а през лятото около 30 градуса.

## Кухня
Тя е претърпяла многобройни изменения и попада под влиянието на много други народни кухни – френската, гръцката и др. Множеството зеленчуци, отглеждани в района на Айдънската провинция, я правят разнообразна и екзотична. Традиционни ястия са супа тархан, приготвена от цедено кисело мляко и домати, измирско кюфте, зерде, приготвено от подсладен ориз, шафран (минзухар) и др. Измирската кухня обменя подправки основно с гръцката.

## Архитектура
Една от архитектурните забележителности на Измир е часовниковата кула пред конака. Много различни типове хора считали Измир за атрактивен през вековете, като това личи от неговия център, като дори там ежегодно се правят редица архитектурни промени, внедряват се нови проекти за промяна на архитектурния му облик.

## Известни личности
Родени в Измир
- Берк Атан (р. 1992), турски актьор
- Джем Белеви (р. 1987), турски поп певец и актьор
- Нехир Ердоган (р. 1980), турска киноактриса
- Андрей Маркович (1872 – 1939), български биолог-ентомолог
- Фернанд Мюра (Мьора), македоно-одрински опълченец, 2 рота на 4 битолслка дружина, носител на орден „За храброст“ ІV степен[4]
- Хрисант Пловдивски (1799 – 1869), духовник

Починали в Измир
- Азиз Несин (1915 – 1995), турски писател-сатирик
- Зеки Мюрен (1931 – 1996), турски артист, певец, поет, композитор

## Побратимени градове
Следните градове са побратимени с Измир:
| Европа - Анкона, Италия, след 2005 - Астана, Казахстан, след 1994 - Астара, Азербайджан, след 2007 - Баку, Азербайджан, след 1985 - Белци, Молдова, след 1996 - Братислава, Словакия, след 2003 - Бремен, Германия, след 1993 - Валенсия, Испания - Вльора, Албания, след 1994 - Вроцлав, Полша, след 1999 - Ганджа, Азербайджан, след 1994 - Жилина, Словакия, след 1997 - Констанца, Румъния, след 1995 - Мостар, Босна и Херцеговина, след 1996 - Неапол, Италия, след 1992 - Оденсе, Дания, след 1991 - Пилзен, Чехия, след 1987 - Сплит, Хърватия, след 1996 - Фамагуста, СКТР, след 1997 - Шимкент, Казахстан, след 2004 | Азия - Бишкек, Киргистан, след 1991 - Бомбай, Индия, след 1997 - Бухара, Узбекистан, след 1992 - Дананг, Виетнам, след 1998 - Джалал Абад, Киргистан, след 1994 - Карачи, Пакистан, след 1985 - Мари, Туркменистан, след 1994 - Самарканд, Узбекистан, след 1994 - Тел Авив, Израел, след 1998 - Триполи, Ливан, след 1996 - Тяндзин, Китай, след 1990 - Халеб, Сирия, след 1993 - Чърцов, Туркменистан, след 1993 Африка - Александрия, Египет, след 1996 - Алжир, Алжир, след 1988 - Казабланка, Мароко, след 1999 - Сус, Тунис, след 2002 - Фес, Мароко, след 1995 | Америка - Виня дел Мар, Чили, след 1996 - Кордоба, Аржентина, след 1995 - Лонг Бийч, САЩ, след 2004 - Салвадор, Бразилия, след 1998 - Санто Доминго, Доминиканска република, след 1998 - Сиатъл, САЩ, след 1990 - Тампа, САЩ, след 1990 - Хавана, Куба, след 1995 Океания - Аделаида, Австралия, след 1993 - Мелбърн, Австралия, след 1992 - Сурабая, Индонезия, след 1996 |